# Star Trek: Sektion 31
Star Trek: Sektion 31 (englischer Originaltitel: Star Trek: Section 31) ist ein Science-Fiction-Abenteuerfilm von Olatunde Osunsanmi und 23 Jahre nach Nemesis der erste Star-Trek-Film, der in der Zeitlinie der ursprünglichen Serien und Filme spielt. 
Der Actionfilm mit Michelle Yeoh in der Hauptrolle ist ein Spin-off der Fernsehserie Star Trek: Discovery und sollte ursprünglich die Pilotfolge einer neuen Serie werden. Yeoh spielt in dem Film, wie zuvor in der Serie Discovery, die ehemalige Imperatorin aus dem Spiegeluniversum, Philippa Georgiou. Sie schließt sich der titelgebenden geheimen Abteilung „Sektion 31“ der Sternenflotte an, welche die Mission hat, die Vereinigte Föderation der Planeten zu schützen. 
Star Trek: Sektion 31 ist seit dem 24. Januar 2025 bei Paramount+ als Video-on-Demand verfügbar. Der Film erhielt überwiegend negative Kritiken.

## Handlung
Im Intro wird gezeigt, wie Philippa Georgiou zur Imperatorin im Spiegeluniversum wird.
Zu Beginn des 24. Jahrhunderts: Die ehemalige Imperatorin Philippa Georgiou wird von „Sektion 31“, einer geheimen Abteilung der Sternenflotte für Spionage und Spionageabwehr, aufgesucht. Das Team, bestehend aus Agent Alok, Chamäleoid Quasi, Mecha-Anzug-Kämpfer Zeph, Fake-Vulkanier Fuzz, Deltanerin Melle und Sternenflotten-Lieutenant Rachel Garrett, hat den Auftrag, eine Massenvernichtungswaffe zu finden und zu neutralisieren. Georgiou erkennt die Waffe wieder, die sie einst im Spiegeluniversum selbst anfertigen ließ.

## Produktion

### Drehbuch, Regie und Filmmusik
Am Drehbuch beteiligt waren Bryan Fuller und Alex Kurtzman, die die Idee zu Star Trek: Discovery hatten, Erika Lippoldt und Craig Sweeny.
Regie führte Olatunde Osunsanmi, der bereits bei der früheren aus mehreren Kurzfilmen bestehenden Spin-off Fernsehserie Star Trek: Short Treks, die ebenfalls Personen oder Orte aus den Serien Star Trek: Discovery aufgriff, und auch bei der Serie selbst Regie führte.
Die Filmmusik komponierte Jeff Russo. Das Soundtrack-Album mit insgesamt 27 Musikstücken soll am 14. Februar 2025 von Lakeshore Records als Download veröffentlicht werden.

### Besetzung und Dreharbeiten
Michelle Yeoh, die in der Fernsehserie Captain Philippa Georgiou und zudem im Spiegeluniversum die Imperatorin Philippa Georgiou spielt, kehrt auch für den Film in diese Rolle zurück. Miku Martineau spielt die junge Philippa Georgiou. Ihre letzten Filmrollen waren Ani in dem Action-Thriller Kate von Cedric Nicolas-Troyan und Christine in der Liebeskomödie Honor Society von Oran Zegman. Omari Hardwick spielt Alok Sahar, das Mastermind und Anführer eines Section-31-Teams. In weiteren Rollen sind Sam Richardson als der Chamäleoid Quasi, Humberly González als die Deltanerin Melle, Robert Kazinsky als Zeph, Kacey Rohl als Sternenflotten-Lieutenant Rachel Garrett und Lusi Zhao als Wulan zu sehen.
Die Dreharbeiten fanden von Ende Januar bis Mitte März 2024 in Toronto statt. Als Kameramann fungierte Glen Keenan.

### Synchronisation

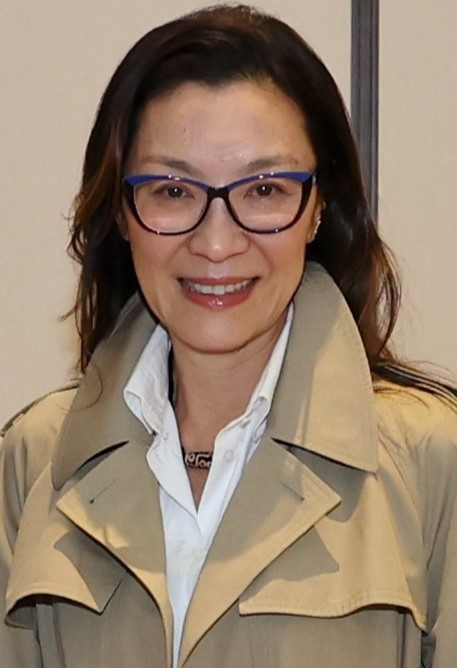
Michelle Yeoh spielt Philippa Georgiou

| Rollenname/(Originalsprecher) | Darsteller              | Deutsche Synchronstimme |
| ----------------------------- | ----------------------- | ----------------------- |
| Philippa Georgiou             | Michelle Yeoh           | Christin Marquitan      |
| Alok Sahar                    | Omari Hardwick          | Torben Liebrecht        |
| Dada Noe                      | Joe Pingue              | Gerrit Schmidt-Foß      |
| Quasi                         | Sam Richardson          | Tobias Schmidt          |
| San                           | James Hiroyuki Liao     | Julien Haggège          |
| San (jung)                    | James Huang             | Oliver Szerkus          |
| Control                       | Jamie Lee Curtis        | Daniela Hoffmann        |
| Fuzz                          | Sven Ruygrok            | Marcel Mann             |
| Geschenk-Timer                | Rif Hutton              | Mathias Renneisen       |
| Melle                         | Humberly González       | Christin Quander        |
| Philippa Georgiou (jung)      | Miku Patricia Martineau | Lana Finn Marti         |
| Philippa Georgious Mutter     | Cindy Goh               | Anja Rybiczka           |
| Philippa Georgious Vater      | Houston Wong            | Gunnar Helm             |
| Rachel Garrett                | Kacey Rohl              | Leonie Dubuc            |
| terranische Aufseherin        | Sonja Smits             | Agnes Hilpert           |
| Virgil                        | Augusto Bitter          | Dirk Petrick            |
| Zeph                          | Robert Kazinsky         | Sascha Krüger           |

### Marketing und Veröffentlichung
Der erste Trailer wurde Ende Juli 2024 vorgestellt. Ab 24. Januar 2025 ist Star Trek: Sektion 31 in den USA und Deutschland bei Paramount+ als Video-on-Demand verfügbar.

## Rezeption
Die auf Rotten Tomatoes aggregierten Filmkritiken fielen ganz überwiegend negativ aus. Sektion 31 löste auf Rotten Tomatoes den fünften Film Am Rande des Universums als unbeliebtester Star-Trek-Film ab. Sowohl die Stimmen der Kritiker als auch der Zuschauer waren negativ und der Konsens der Kritiker wird als „Beam it out of here, Scotty.“ („Beam' ihn [den Film] raus hier, Scotty!“) zusammengefasst.
So vergleicht James Dyer den Film im Magazin Empire mit einem „mittelmäßigen Pilotfilm für eine Serie, die nie erscheinen wird“ und kommt zum Schluss, Sektion 31 stelle die „entmutigende Verabschiedung einer einst großartigen Figur“ (d. h. Philippa Georgiou) dar. Für Jeannette Catsoulis in der New York Times fühlt sich Star Trek: Sektion 31 mehr wie ein Superhelden-Film als wie ein Star-Trek-Abenteuer an. Das Drehbuch versuche, zu viel Information in zu wenig Zeit zu vermitteln, wodurch der Film zu einem Chaos voller abrupter Wendungen und erklärender Dialoge werde. Daniel Räbiger und Jens Großjohann vom Science-Fiction-Portal ScifiNews.DE beschreiben den Film als „inkohärentes Stückwerk“, welches in Bezug auf Charakterentwicklung selbst für „einfachste dramaturgische Konsequenzen zu feige“ sei und schließen zusammenfassend mit „unnötig und vermeidbar“. Zu den wenigen Rezensenten, die den Film positiv besprochen haben, gehört Joshua M. Patton auf CBR, der den „düsteren und harten Ansatz“ des Films mit Deep Space Nine vergleicht. Der Film erzähle eine vollständige Geschichte, die zu einem befriedigenden Ende gebracht werde.

### Altersfreigabe
In den USA wurde der Film  als PG-13 eingestuft.